# Kazi
Kazi – legendarna, najstarsza córka Kroka, siostra Tetki i Libuszy.
Słynęła jako czarodziejka, zielarka i lekarka. Miała zdolność odnajdywania przedmiotów. Przekonanie o jej mocy odszukiwania rzeczy zagubionych znalazło odbicie w przysłowiu: Tego nie potrafi zwrócić nawet sama Kazi. Została pochowana w mogile usypanej  nad brzegiem rzeki Berounki koło drogi, którą idzie się przez górę na skraj prowincji bechyńskiej.